# Skåne läns norra och östra valkrets

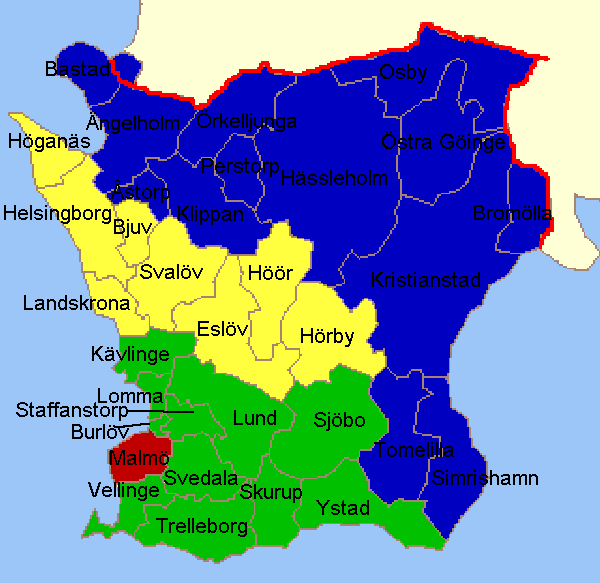
Skåne läns valkretsar vid val till Sveriges riksdag. Skåne läns norra och östra valkrets är markerad i blått.

Skåne läns norra och östra valkrets (fram till 1998 Kristianstads läns valkrets) är sedan riksdagsåret 1998/99 namnet på en av de fyra valkretsarna i Skåne län för val till riksdagen. 
Valkretsen består av de kommuner som tidigare utgjorde Kristianstads län, nämligen Bromölla, Båstad, Hässleholm, Klippan, Kristianstad, Osby, Perstorp, Simrishamn, Tomelilla, Åstorp, Ängelholm, Örkelljunga och Östra Göinge. De övriga valkretsarna i Skåne län är Skåne läns södra valkrets, Skåne läns västra valkrets och Malmö kommuns valkrets.

## Mandatantal
I det första valet till enkammarriksdagen 1970 hade valkretsen tio fasta mandat, ett antal som förblev oförändrat till valet 1976. I valet 1979 ökade de fasta mandaten till elva och förblev så till valet 1998 då antalet fasta mandat minskade till 10 stycken. Därtill fick valkretsen två utjämningsmandat i valen 1970–1976, noll i valen 1979 och 1982, ett i valen 1985 och 1988, noll i valet 1991 och ett utjämningsmandat i valet 1994. I riksdagsvalet 2006 hade valkretsen tio fasta mandat och noll utjämningsmandat.
| 1970              | 1973              | 1976              | 1979              | 1982              | 1985              | 1988              | 1991              | 1994              | 1998                       | 2002                       | 2006                       | 2010                       | 2014                       | 2018                       |
| ----------------- | ----------------- | ----------------- | ----------------- | ----------------- | ----------------- | ----------------- | ----------------- | ----------------- | -------------------------- | -------------------------- | -------------------------- | -------------------------- | -------------------------- | -------------------------- |
| Kristianstads län | Kristianstads län | Kristianstads län | Kristianstads län | Kristianstads län | Kristianstads län | Kristianstads län | Kristianstads län | Kristianstads län | Skåne läns norra och östra | Skåne läns norra och östra | Skåne läns norra och östra | Skåne läns norra och östra | Skåne läns norra och östra | Skåne läns norra och östra |
| 10                | 10                | 10                | 11                | 11                | 11                | 11                | 11                | 11                | 10                         | 10                         | 10                         | 10                         | 10                         | 10                         |

## Riksdagsledamöter i enkammarriksdagen (listan ej komplett)

### 1971–1973
- Wiggo Komstedt, m
- Yngve Nilsson, m
- Egon Andreasson, c
- Einar Larsson, c
- Anna-Lisa Nilsson, c
- Martin Henmark, fp
- Magnus Taube, fp
- Gunnar Engkvist, s
- Gusti Gustavsson, s
- Svante Kristiansson, s
- Nils Erik Wååg,  s

### 1974–1975/76
- Wiggo Komstedt, m
- Yngve Nilsson, m
  - Bo Lundgren, m (ersättare 5/3–14/10 1975)
- Egon Andreasson, c
- Ulla Ekelund, c
- Einar Larsson, c
- Anna-Lisa Nilsson, c
- Martin Henmark, fp
  - Eric Hägelmark, fp (ersättare för Martin Henmark 15/3–17/5 1974)
  - Eric Hägelmark, fp (ersättare för Martin Henmark 12/4–3/10 1976)
- Lennart Bladh, s
- Gusti Gustavsson, s
- Börje Nilsson, s
- Nils Erik Wååg, s

### 1976/77–1978/79
- Wiggo Komstedt, m
- Bo Lundgren, m
- Ulla Ekelund, c
- Einar Larsson, c
- Anna-Lisa Nilsson, c
- Karl Erik Olsson, c
  - Kalevi Wernebrink, c (ersättare 3/10–10/11 1978)
  - Kalevi Wernebrink, c (ersättare 1/2–7/4 1979)
- Martin Henmark, fp (4/10 1976–8/3 1977)
  - Eric Hägelmark, fp (ersättare för Martin Henmark 4/10 1976–8/3 1977)
    - Eric Hägelmark, fp (9/3 1977–1978/79)
- Lennart Bladh, s
- Gusti Gustavsson, s
- Börje Nilsson, s
- Nils Erik Wååg, s

### 1979/80–1981/82
- Ingvar Eriksson, m
- Wiggo Komstedt, m
- Bo Lundgren, m
- Ulla Ekelund, c
- Einar Larsson, c
- Eric Hägelmark, fp
- Lennart Bladh, s
- Maja Bäckström, s
- Börje Nilsson, s
- Nils Erik Wååg, s

### 1982/83–1984/85
- Ingvar Eriksson, m
- Wiggo Komstedt, m
- Bo Lundgren, m (ledig 13/11–12/12 1982)
- Ulla Ekelund, c
- Einar Larsson, c (1982/83–30/4 1985)
  - Karl Erik Olsson, c (ersättare 27/10–17/12 1982)
  - Karl Erik Olsson, c (ersättare 28/2–24/4 1983)
  - Karl Erik Olsson, c (1/5–29/9 1985)
- Eric Hägelmark, fp
  - Anna-Kerstin Larsson, fp (ersättare för Eric Hägelmark 4/10–20/11 1983)
- Lennart Bladh, s
- Maja Bäckström, s
- Börje Nilsson, s
- Nils Erik Wååg, s

### 1985/86–1987/88
- Ingvar Eriksson, m
- Wiggo Komstedt, m
- Bo Lundgren, m
- Ingbritt Irhammar, c
- Karl Erik Olsson, c
- Margareta Mörck, fp
- Bengt Harding Olson, fp
- Johnny Ahlqvist, s
- Maja Bäckström, s
- Kaj Larsson, s
- Börje Nilsson, s
- Nils Erik Wååg, s

### 1988/89–1990/91
- Ingvar Eriksson, m
- Wiggo Komstedt, m
- Bo Lundgren, m
- Ingbritt Irhammar, c
- Karl Erik Olsson, c
  - Silwa Cecell, c (ersättare 13/11–18/12 1989)
- Bengt Harding Olson, fp
- Kaj Nilsson, mp
- Johnny Ahlqvist, s
- Maja Bäckström, s
- Kaj Larsson, s
- Börje Nilsson, s
- Ingegerd Wärnersson, s

### 1991/92–1993/94
- Ingvar Eriksson, m
- Wiggo Komstedt, m
- Bo Lundgren, m (statsråd 5/10 1991–1993/94) 
  - Maud Ekendahl, m (ersättare för Bo Lundgren 5/10 1991–1993/94)
- Karl Erik Olsson, c (statsråd 4/10 1991–1993/94)
  - Ingbritt Irhammar, c (ersättare för Karl Erik Olsson 5/10 1991–15/11 1992)
    - Lars Petersson, c (ersättare för Karl Erik Olsson 16/11–18/12 1992)
      - Ingbritt Irhammar, c (ersättare för Karl Erik Olsson 19/12 1992–1993/94)
- Tuve Skånberg, kds
- Bengt Harding Olson, fp
- Kenneth Attefors, nyd
- Johnny Ahlqvist, s
- Maja Bäckström, s
- Kaj Larsson, s
- Börje Nilsson, s

### 1994/95–1997/98
- Karl Erik Olsson, c (1994/95–10/10 1995; statsråd 3–7/10 1994)
  - Ingbritt Irhammar, c (ersättare 3–7/10 1994 och 10/1–10/10 1995, ordinarie ledamot 11/10 1995–30/4 1998)
  - Gunnel Wallin, c (ledamot från 1/5 1998)
- Bengt Harding Olson, fp
- Tuve Skånberg, kds/kd
- Ingvar Eriksson, m
- Wiggo Komstedt, m (ledamot till 3/10 1995)
  - Maud Ekendahl, m (ersättare för Bo Lundgren 3–7/10 1994, ordinarie ledamot från 4/10 1995)
- Bo Lundgren, m (statsråd 3–7/10 1994)
- Johnny Ahlqvist, s
- Marianne Jönsson, s
- Kaj Larsson, s
- Börje Nilsson, s
- Ulla Rudin, s
- Ingegerd Wärnersson, s

### 1998/99–2001/02
- Gunnel Wallin, c[3]
- Siw Persson, fp[3] (1998/99–30/3 2001, politisk vilde 31/3 2001–2001/02)
  - Christer Nylander, fp (ersättare för Siw Persson 21/11–20/12 2000)
- Anders Andersson, kd[3] (5/10 1998)
  - Margareta Viklund, kd (5/10 1998–2001/02)
- Tuve Skånberg, kd[3]
- Maud Ekendahl, m[3]
- Ingvar Eriksson, m[3]
- Bo Lundgren, m[3]
- Johnny Ahlqvist, s[3] (1998/99–31/7 2000)
- Kaj Larsson, s[3]
- Ulla Wester, s[3]
- Ingegerd Wärnersson, s[3] (statsråd 7/10 1998–30/1 2002)'
- Sven-Erik Sjöstrand, v[3]

### 2002/03–2005/06
- Lars-Ivar Ericson, c[4]
- Christer Nylander, fp[4]
- Tuve Skånberg, kd[4]
- Bo Lundgren, m[4] (2002/03–30/9 2004)
  - Maud Ekendahl, m (1/10 2004–2005/06)
- Margareta Pålsson, m[4]
- Christer Adelsbo, s[4]
- Anders Bengtsson, s[4]
- Kerstin Engle, s[4]
- Göran Persson, s[4]
- Ulla Wester, s[4]
- Sven-Erik Sjöstrand, v[4]

### 2006/07–2009/10
- Lars-Ivar Ericson, c[5]
- Christer Nylander, fp[5]
- Alf Svensson, kd[5]
- Göran Montan, m[5]
- Margareta Pålsson, m[5]
- Hans Wallmark, m[5]
- Christer Adelsbo, s[5]
- Kerstin Engle, s[5]
- Ylva Johansson, s[5]
- Göran Persson, s[5]

### 2010/11–2013/14
- Per-Ingvar Johnsson, C[6]
- Christer Nylander, FP[6]
- Tuve Skånberg, KD[6]
- Christer Akej, M[6]
- Göran Montan, M[6]
- Margareta Pålsson, M[6] (2010/11–31/8 2012)
  - Anette Åkesson, M (1/9 2012–2013/14)
- Hans Wallmark, M[6]
- Gustav Fridolin, MP[6]
- Christer Adelsbo, S[6]
- Kerstin Engle, S[6]
- Annelie Karlsson, S[6]
- Mattias Karlsson, SD[6]

### 2014/15–2017/18
- Per-Ingvar Johnsson, C[7]
- Christer Nylander, FP/L[7]
- Tuve Skånberg, KD[7]
- Maria Malmer Stenergard, M[7]
- Hans Wallmark, M[7]
- Anette Åkesson, M[7]
- Gustav Fridolin, MP[7] (statsråd från 3/10 2014)
  - Elisabet Knutsson, MP (ersättare för Gustav Fridolin från 3/10 2014)
- Per-Arne Håkansson, S[7]
- Annelie Karlsson, S[7]
- Anna Wallentheim, S[7] (ledig 1/7 2016–5/3 2017)
- Linus Bylund, SD[7]
- Kent Ekeroth, SD[7]
- Johan Nissinen, SD[7]

### 2018/19–2021/22
- Sofia Nilsson, C[8]
- Tuve Skånberg, KD[8]
- Christer Nylander, L[8]
- Maria Malmer Stenergard, M[8]
- Hans Wallmark, M[8]
- Per-Arne Håkansson, S[8]
- Annelie Karlsson, S[8]
- Anna Wallentheim, S[8]
- Mikael Eskilandersson, SD[8]
- Björn Söder, SD[8]
- Christina Östberg (från 2021 Tapper Östberg), SD[8]

### 2022/23–2025/26
- Torsten Elofsson, KD[9]
- Maria Malmer Stenergard, M[9]
- Hans Wallmark, M[9]
- Per-Arne Håkansson, S[9]
- Ewa Pihl Krabbe, S[9]
- Anna Wallentheim, S[9]
- Mikael Eskilandersson, SD[9]
- Thomas Morell, SD[9]
- Magnus Persson, SD[9]
- Björn Söder, SD[9]

## Första kammaren
I första kammaren var Kristianstads län en egen valkrets i valen från 1866 till 1920. Antalet mandat var sju fram till 1904, men från och med 1905 minskades antalet till sex. Från och med förstakammarvalet 1921 ingick länet i Blekinge läns och Kristianstads läns valkrets.

### Riksdagsledamöter i första kammaren

#### 1867–1911 (successivt förnyade mandat)
- Bror von Geijer (1867–1877)
  - Fredrik Barnekow, skån, prot 1888–1895 (1878–1895)
    - Casper Ehrenborg (1896–1901)
      - John Jeppsson (1902–1907)
        - Troed Troedsson, mod (1908–1911)
- Eric Gyllenstierna (1867)
  - Carl Carlheim-Gyllensköld (1868)
    - Fredric Gyllenkrook (1869–1872)
      - Wilhelm Dufwa, lmp:s filial (1873–1879)
        - Ola Ohlsson (1880–1883)
          - Robert Themptander (1884–1888)
            - Ola Nilsson, prot (1889–1906)
              - Louis Ljungberg, mod 1908–1911 (1907–1911)
- Bernhard Meijer (1867–1870)
  - Fredrik von Sydow (1871–1874)
    - Per Nilsson (1875–1878)
      - Carl Carlheim-Gyllensköld (1879–1885)
        - Adolf Barnekow (1886–1890)
          - Johan Eneroth (1891–lagtima riksmötet 1892)
            - Nils Håkansson, prot (urtima riksmötet 1892–1895)
              - Magnus De la Gardie (1896–1904) (mandatet upphörde 1904)
- Thomas Munck af Rosenschöld (1867–1875)
  - Bernhard Meijer (1876–1877)
    - Gösta Posse, lmp:s filial (1878–1884)
      - Nils Peter Nilsson (1885–1887)
        - Nils Andersson (1888–1891)
          - Raoul Hamilton, prot 1892, vänstervilde 1908 (1892–1908)
            - Ernst Håkanson, prot 1909, mod 1910–1911 (1909–1911)
- Fabian Staël von Holstein (1867–1869)
  - Casimir Wrede (1870–1878)
    - Philip von Platen (1879–1886)
      - John Pehrsson, prot 1888–1900 (1887–1900)
        - Louis De Geer, min 1901–1904, mod 1905–1911 (1901–1911)
- Axel Fredrik Wachtmeister, skån 1873–1875 (1867–1875)
  - Per Samzelius (1876–1884)
    - Carl Bonde (från 1886 Trolle-Bonde), lmp:s filial 1885–1887 (1885–1891)
      - Sture Bruzelius, prot (1892–1900)
        - Johan Amilon (1901–2/3 1907)
          - Johan Gyllenstierna, mod 1908–1911 (3/4 1907–1911)
- Axel Knut Wachtmeister (från 1871 Trolle-Wachtmeister) (1867–1875)
  - Ola Pehrsson (1876–1885)
    - Sven Adolf Hedlund (1886–1889)
      - Casper Ehrenborg (1890–lagtima riksmötet 1892)
        - Johan De la Gardie (urtima riksmötet 1892–12/4 1895)
          - Jonas Nilsson (1896–1898)
            - James Kennedy, prot (1899–1908)
              - Johan Nilsson, mod (1909–1911)

#### 1912–1914
- Adolf Dahl, n
- Johan Gyllenstierna, n
- Johan Nilsson, n
- Louis De Geer, lib s 1912–första riksmötet 1914, frisinnad vilde andra riksmötet 1914
- Gustaf Eliasson, lib s
- Bror Petrén, lib s (1912–första riksmötet 1914)
  - Gustaf Svensson, lib s (andra riksmötet 1914)

#### 1915–lagtima riksmötet 1919
- Adolf Dahl, n
- Johan Nilsson, n
- Nils Åkesson, n
- Gustaf Eliasson, lib s
- Otto von Zweigbergk, lib s
- Johannes Åkesson, lib s

#### Urtima riksmötet 1919–1920
- Johan Nilsson, n
- Ragnar Barnekow, lib s
- Johan Jönsson, lib s (1919)
  - Nils Sigfrid, lib s (12/1–31/12 1920)
- Bror Petrén, lib s
- William Linder, s
- Gustaf Nilsson, s

#### 1921
- Johan Nilsson, n
- Elof Andersson, lib s
- Ragnar Barnekow, lib s
- August Bruhn, lib s
- William Linder, s
- Gustaf Nilsson, s

## Andra kammaren
I andra kammaren var Kristianstads län ursprungligen indelat i ett antal olika valkretsar med var sitt mandat. Landsbygden utgjorde vid andrakammarvalen 1866–1908 sju valkretsar: Södra Åsbo och Bjäre domsagas valkrets, Norra Åsbo domsagas valkrets (fram till 1877 kallad Norra Åsbo härads valkrets), Västra Göinge domsagas valkrets, Östra Göinge härads valkrets, Villands härads valkrets, Gärds och Albo domsagas valkrets samt Ingelstads och Järrestads domsagas valkrets. Av städerna var Kristianstad och Simrishamn en valkrets i valen 1866–1893, medan Ängelholm tillhörde Helsingborgs och Ängelholms valkrets i valen 1866–1875 och Halmstads och Ängelholms valkrets i valen 1878–1893. Inför andrakammarvalet 1896 ändrades städernas valkretsar så att residensstaden bildade Kristianstads stads valkrets i valen 1896–1908, medan Simrishamn och Ängelholm fördes till Trelleborgs, Skanör-Falsterbo, Simrishamns och Ängelholms valkrets. 
Vid övergången till proportionellt valsystem i andrakammarvalet 1911 sammanfördes hela länet till två valkretsar: Kristianstads läns nordvästra valkrets med fem mandat och Kristianstads läns sydöstra valkrets med fyra. Från och med valet 1921 var hela länet slutligen en sammanhållen valkrets. Antalet mandat var nio vid valen 1921–1948 och därefter åtta från 1952.

### Riksdagsledamöter i andra kammaren

#### 1922–1924
- Per Nilsson, lmb
- Swen Persson, lmb
- Sven Bengtsson, lib s 1922–1923, fris 1924
- Raoul Hamilton, lib s 1922–1923, fris 1924
- Swen Jönsson, lib s 1922–1923, frisinnad vilde 1924
- Nils Björk, s
- Anton Björklund, s
- Lars Borggren, s
- Ola Isacsson, s

#### 1925–1928
- Per Nilsson, lmb
- Swen Persson, lmb
- Nestor Hammarlund, bf
- Sven Bengtsson, fris
- Raoul Hamilton, fris
- Nils Björk, s
- Anton Björklund, s
- Lars Borggren, s
- Ola Isacsson, s

#### 1929–1932
- Emanuel Björck, lmb
- Per Nilsson, lmb
- Swen Persson, lmb
- Nestor Hammarlund, bf
- Sven Bengtsson, fris
- Raoul Hamilton, fris (1929–10/1 1931)
  - Swen Jönsson, fris (26/1 1931–1932)
- Nils Björk, s
- Anton Björklund, s
- Lars Borggren, s (1929–1931)
  - Ola Isacsson, s (1932)

#### 1933–1936
- Per Nilsson, lmb (1933)
  - Emanuel Björck, lmb 1934, h 1935–1936 (1934–1936)
- Swen Persson, lmb 1933–1934, h 1935–1936
- Arvid De Geer, bf
- Nestor Hammarlund, bf
- Sven Bengtsson, fris 1933–1934, fp 1935–1936
- Alfred Andersson, s
- Nils Björk, s
- Anton Björklund, s
- Ola Isacsson, s

#### 1937–1940
- Emanuel Björck, h (1937)
  - Arvid Karlsson, h (1938–1940)
- Arvid De Geer, bf (1937–1939)
  - Sam Norup, bf (1940)
- Nestor Hammarlund, bf
- Ragnar Barnekow, fp
- Alfred Andersson, s
- Blenda Björck, s
- Anton Björklund, s
- Thorvald Ekdahl, s
- Ola Isacsson, s

#### 1941–1944
- Arvid Karlsson, h
- Nestor Hammarlund, bf
- Sam Norup, bf
- Ragnar Barnekow, fp
- Alfred Andersson, s
- Blenda Björck, s
- Anton Björklund, s
- Thorvald Ekdahl, s
- Ola Isacsson, s

#### 1945–1948
- Arvid Karlsson, h
- Nestor Hammarlund, bf
- Harald Johnsson, bf
- Sam Norup, bf
- Filip Kristensson, fp
- Alfred Andersson, s
- Blenda Björck, s
- Anton Björklund, s
- Ola Isacsson, s (1/1–9/5 1945)
  - Thorvald Ekdahl, s (28/5 1945–1948)

#### 1949–1952
- Jöns Nilsson, h
- Harald Johnsson, bf
- Sam Norup, bf
- Filip Kristensson, fp
- Edvard Mårtensson, fp
- Alfred Andersson, s
- Anton Björklund, s
- Thorvald Ekdahl, s
- Gunnar Engkvist, s

#### 1953–1956
- Jöns Nilsson, h
- Sam Norup, bf
- Filip Kristensson, fp
- Edvard Mårtensson, fp (1953–20/8 1954)
  - Arvid Nilsson, fp (21/8 1954–1956)
- Thorvald Ekdahl, s
- Gunnar Engkvist, s
- Etty Eriksson, s
- Karl Jönsson, s

#### 1957–första riksmötet 1958
- Gösta Darlin, h
- Jöns Nilsson, h
- Sam Norup, bf
- Arvid Nilsson, fp
- Christer Olofson, fp
- Gunnar Engkvist, s
- Etty Eriksson, s
- Karl Jönsson, s

#### Andra riksmötet 1958–1960
- Gösta Darlin, h
- Jöns Nilsson, h
- Harald Johnsson, c
- Sam Norup, c
- Arvid Nilsson, fp
- Gunnar Engkvist, s
- Etty Eriksson, s
- Karl Jönsson, s

#### 1961–1964
- Gösta Darlin, h
- Jöns Nilsson, h
- Harald Johnsson (från 1962 Skoglösa), c
- Einar Larsson, c
- Arvid Nilsson, fp
- Gunnar Engkvist, s
- Etty Eriksson, s
- Karl Jönsson, s (1961–23/4 1962)
  - Erik Johansson, s (3/5 1962–1964)

#### 1965–1968
- Jöns Nilsson, h
- Einar Larsson, c
- Harald Skoglösa, c
- Arvid Nilsson, fp
- Gunnar Engkvist, s
- Gusti Gustavsson, s
- Erik Johansson, s
- Börje Nilsson, s

#### 1969–1970
- Jöns Nilsson, m
- Einar Larsson, c
- Anna-Lisa Nilsson, c
- Arvid Nilsson, fp
- Gunnar Engkvist, s
- Gusti Gustavsson, s
- Erik Johansson, s
- Börje Nilsson, s